# Angus Armstrong
Angus Armstrong (* 17. März 1997 in Sydney) ist ein australischer Stabhochspringer.

## Sportliche Laufbahn
Erste internationale Erfahrungen sammelte Angus Armstrong bei der Sommer-Universiade 2015 in Gwangju, bei der er mit 4,80 m in der Qualifikation ausschied, wie auch bei den U20-Weltmeisterschaften 2016 in Bydgoszcz mit 5,10 m. Bei den Studentenweltspielen 2017 in Taipeh belegte er mit 5,30 m den fünften Platz. 2018 nahm er erstmals an den Commonwealth Games im australischen Gold Coast teil und belegte dort mit 5,35 m ebenfalls den fünften Platz.
2015 wurde Armstrong australischer Meister im Stabhochsprung. Er ist Student an der Universität Sydney.

## Persönliche Bestleistungen
- Stabhochsprung: 5,52 m, 6. Januar 2018 in Sydney